# 前衛芸術家同盟
前衛芸術家同盟（ぜんえいげいじゅつかどうめい）は、1920年代の、日本のプロレタリア文学運動の団体である。
1927年、当時のプロレタリア文学運動は、山川イズムや福本イズムの影響を受け、文学と階級闘争との関係をめぐって、さまざまな議論がたたかわされていた。その中で、組織も分裂するようになってしまった。1927年11月、蔵原惟人たちは、機関誌『文芸戦線』に山川均の論文を掲載するかどうかをめぐって意見の相違を生じ、所属していた労農芸術家連盟（労芸）から脱退し、前衛芸術家同盟を結成し、機関誌『前衛』を発刊した。雑誌『前衛』には、橋本英吉「棺と赤旗」蔵原惟人訳・ファジェーエフ「壊滅」などが掲載された。
1928年3月、三・一五事件による弾圧に対抗するなかで、日本プロレタリア芸術連盟（プロ芸）との合同が成立し、全日本無産者芸術連盟（ナップ）が結成され、前衛芸術家同盟は発展的解消をとげた。